# Xuân Tháp
Xã Xuân Tháp là một xã thuộc huyện Diễn Châu, tỉnh Nghệ An, Việt Nam.
Xã có diện tích 7,65 km², dân số năm 1999 là 14.305 người, mật độ dân số đạt 	1.870 người/km².
Xã giàu nhất Việt Nam. 
Con người Diễn Tháp nổi tiếng chịu khó
Làng tỷ phú từ nghề đồng nát
Xã Diễn Tháp, huyện Diễn Châu (Nghệ An) xưa vốn là vùng đồng không mông quạnh, cuộc sống của người dân lắm nghèo khổ. Vậy mà khoảng hơn 10 năm trở lại đây, bằng nghề buôn bán phế liệu, đồng nát, vùng quê này bỗng phất lên như diều gặp gió.
“Phố” trong làng
Diễn Tháp giờ như phố trong làng, san sát là những ngôi nhà cao tầng ngạo nghễ vươn lên nền trời xanh thẳm, những “xế hộp” láng coóng lướt vi vu trên đường làng càng làm cho miền quê thêm nhộn nhịp, sầm uất.
Diễn Tháp trước đây là xã nghèo, đồng làng “chiêm khê mùa thối” cả năm chỉ làm được một vụ lúa. Đây là xã không có sông lớn chảy qua. Mùa mưa thì đọng nước còn mùa khô thì thiếu nước. Hồi ấy người dân nơi đây còn có nghề đúc đồng nổi tiếng nhưng do thị trường nhôm, nhựa đã nhanh chóng lấn át nên nghề này bị mai một.
Nhưng cũng nhờ từ nghề đúc đồng mà dân Diễn Tháp mới có cơ hội làm giàu. Từ Xưa người già, người trẻ quẩy đòn gánh, đạp xe đi khắp làng trên xã dưới thu gom đồng nát đủ thứ thì mới về nổi lửa. Việc buôn bán dần phát triển ra ngoài huyện, ngoài tỉnh rồi sang nước bạn Lào. Hiện cả xã có 5.600 nhân khẩu, khoảng 1.500 lao động mưu sinh ở Lào, số còn lại ở quê cũng thành lập khoảng trên 40 đại lý thu gom phế liệu, cung cấp hàng hoá các loại sang Lào. Hành trình buôn đồng nát xuyên Việt của dân Diễn Tháp theo quy trình ai có vốn lớn thì làm ăn lớn, đầu tư hàng tỷ đồng mua xe ô tô vận tải hạng nặng chở hàng hoá. Cứ đưa xoong, nồi, mâm, đồ nhựa, đũa tre, chăn ga, gối đệm... sang Lào để đổi đồng nát, gom hàng đủ rồi lại đưa về.
Công việc làm ăn ở Diễn Tháp luôn theo một vòng quay nhộn nhịp. Xe ô tô vận tải ngày đêm vào ra chở hàng. Đội ngũ “cửu vạn” luôn làm việc hết công suất mà vẫn không thể kịp vận chuyển hàng. Cũng từ cách làm ăn này đã đưa Diễn Tháp từ xã nghèo khó nhất trở thành một trong những cơ sở giàu mạnh nhất huyện Diễn Châu.
```
Hình ảnh Làng tỷ phú từ nghề đồng nát số 1
```

“Làng biệt thự” ở xã Diễn Tháp
Chuyện về những nông dân nơi đây sở hữu nhà tiền tỷ, “xế hộp” tiền tỷ giờ xem ra quá... thường! Cả xã hiện có trên 400 hộ giàu, có 180 xe ô tô trong đó có 35 xe ô tô chở hàng, trên 150 ngôi nhà cao từ 2-3 tầng (trong đó nhiều ngôi nhà biệt thự có trị giá từ 1,5-3 tỷ đồng).
Điều đặc biệt ở Diễn Tháp là người dân buôn bán “đồng nát” rất đoàn kết giúp đỡ nhau trong hoạn nạn khi làm ăn nơi xa xứ. Anh em láng giềng cho nhau vay mượn tiền của để làm vốn. Cứ từ người này “lôi” người khác đi sang Lào theo nghề “đồng nát” mà hiện nay hầu hết số người đến tuổi lao động ở Diễn Tháp đều là “Việt Kiều hoá”, con số “xuất ngoại” đông nhất tỉnh. Ngoài Diễn Tháp, hiện nay nghề “đồng nát” còn được các xã khác học hỏi đưa lao động sang Lào như Diễn Hồng, Diễn Liên, Diễn Kỷ...

## Thành lập Xã Xuân Tháp
Thành lập xã Xuân Tháp trên cơ sở nhập toàn bộ diện tích tự nhiên là 3,94 km2, quy mô dân số là 7.117 người của xã Diễn Xuân và toàn bộ diện tích tự nhiên là 3,71 km2, quy mô dân số là 7.188 người của xã Diễn Tháp.
Sau khi thành lập, xã Xuân Tháp có diện tích tự nhiên là 7,65 km2 và quy mô dân số là 14.305 người. Xã Xuân Tháp giáp các xã Diễn Đồng, Diễn Hồng, Diễn Kỷ, Diễn Liên, Hạnh Quảng và huyện Yên Thành.

## Nhân vật nổi tiếng
- Trương Đình Tuyển nguyên là Bộ trưởng Bộ Thương mại Việt Nam